# Louis-Ferdinand Céline
Louis Ferdinand Auguste Destouches (Courbevoie, 27 de mayo de 1894-París, 1 de julio de 1961), más conocido por su seudónimo Louis-Ferdinand Céline escucharⓘ o solo por Céline, fue un escritor y médico francés.
Se le considera uno de los escritores más influyentes del siglo XX, pues desarrolló un nuevo estilo de escritura con unas características orales que modernizaron tanto la literatura francesa como la universal. Su novela más famosa es Viaje al fin de la noche, reconocida por Le Monde como uno de los mejores libros del siglo XX.
Héroe de guerra en la Primera Guerra Mundial, sus declaraciones antisemitas y su apoyo a los alemanes, durante la Segunda Guerra Mundial, hacen que sea una figura controvertida en la actualidad.

## Vida

### Primeros años
Nació en Courbevoie, en las afueras de París, en el departamento de Seine (actualmente Hauts-de-Seine) el 27 de mayo de 1894. Hijo único de Ferdinand-Auguste Destouches y Marguerite-Louise-Céline Guilloux, su padre era empleado en una compañía de seguros y su madre hacía encajes. La abuela regentaba una pequeña tienda de bordados. Tras su muerte, en 1904, la modesta herencia que dejó permitió enviar al pequeño Louis-Ferdinand a una escuela privada. Tras obtener su diploma Certificat d'études en 1905, comenzó a trabajar como aprendiz y mensajero en varios negocios, y posteriormente, entre 1908 y 1910, sus padres lo enviaron a Alemania e Inglaterra durante un año en cada país, para que aprendiera idiomas. Muchas de esas experiencias fueron transpuestas literariamente en su segunda novela, Muerte a crédito.
A los dieciocho se alistó en una unidad de caballería. Participó en la Primera Guerra Mundial, donde fue gravemente herido en Ypres, lo que lo dejó con un brazo dañado, zumbidos en el oído y dolores de cabeza que lo perseguirían toda la vida. Se le otorgó la Médaille militaire porque se había presentado como voluntario para la misión en que fue herido. En Viaje al final de la noche diría: «Os lo digo, infelices, jodidos de la vida, vencidos, desollados, siempre empapados de sudor; os lo advierto: cuando los grandes de este mundo empiezan a amaros es porque van a convertiros en carne de cañón.» Céline, Louis-Ferdinand (2008). Viaje al final de la noche. Edhasa. p. 82. «83». 
Se lo destinó al consulado francés en Londres, donde frecuentó los bajos fondos. En 1915 se casó con Suzanne Nebout, una camarera francesa que vivía en Londres, pero el matrimonio no fue registrado en el consulado francés. En 1916 se enroló como encargado de explotación forestal y partió a África, en donde contrajo malaria durante el año que allí pasó; esta experiencia, con una terrible sátira de la vida en las colonias francesas de África, está recogida en su Viaje al fin de la noche. A su regreso a París, trabajó en la revista científica Eureka, donde conoció al doctor Athanase Follet, director de un colegio médico, bajo cuya influencia el autor estudió medicina.
Finalizó el bachillerato y en 1919 se casó con la hija de Athanase, Edith Follet, con quien tuvo a su única hija, Colette. A mediados de la década de 1920 se integró en la Sociedad de Naciones como experto en cuestiones de higiene. Fue destinado a Ginebra, pero realizó constantes viajes a Estados Unidos, Cuba, Canadá e Inglaterra. Pasó, asimismo, largas temporadas en Nigeria y Senegal. Debido a las largas ausencias, terminaría su segundo matrimonio con Edith Follet dos años después de graduarse.
En 1926 conoció en Ginebra a su amante Elizabeth Craig, una estadounidense nacida en 1902 con quien vivió en París hasta 1933. En una de sus primeras entrevistas tras la publicación de Viaje al fin de la noche, la cita como uno de sus maestros. Pueden encontrarse rastros de Elizabeth Craig a lo largo de Viaje al final de la noche, libro que le está dedicado, en particular en los personajes de Lola y Molly.
En 1927 abrió un consultorio particular, que no funcionó, por lo que tuvo que trabajar como ayudante de un dispensario en Clichy. En 1931 le dio el manuscrito de Viaje al fin de la noche a una secretaria, para que lo mecanografiase. Al año siguiente, la novela fue publicada y obtuvo una extraordinaria acogida por parte del público y la crítica; empleaba un francés antiacadémico y oral, desinhibido y desquiciado. 
Céline escribió tres panfletos: Bagatelles pour un massacre (1937), L'École des cadavres (1938) y Les Beaux draps (1941), fuertemente antisemitas.

### Último periodo y muerte
Debido a su colaboración con la Gestapo, cuando se acerca el fin de la Segunda Guerra Mundial, Céline teme la victoria aliada y abandona Francia en 1944 con su tercera esposa, Lucette, con la que compartió todo desde 1936 hasta su muerte, pasando primero a Alemania y de ahí a Dinamarca en 1945. Allí es arrestado por orden del gobierno francés y pasa más de un año en prisión. Más tarde, en 1950, es condenado in absentia a un año de cárcel y declarado desgracia nacional en Francia, a donde no regresará hasta 1951 tras ser amnistiado.
Céline retornó a la fama más adelante gracias a su trilogía en la que explica su exilio D'un château l'autre, (De un castillo a otro, en la que describe la caída de la ciudad alemana de Sigmaringa), Nord (Norte) y Rigodon (Rigodón).
A su regreso a Francia se instaló en Meudon, un suburbio de París, donde continuó escribiendo y siendo visitado por varios amigos y artistas, entre ellos la famosa actriz Arletty. Adquirió fama entre el movimiento Beat, William S. Burroughs y Allen Ginsberg lo visitaron también en los años cincuenta. Siguió trabajando como médico para desfavorecidos hasta su muerte, el primero de julio de 1961 de un aneurisma cerebral. Fue enterrado en el pequeño cementerio de Bas Meudon en el departamento de Hauts-de-Seine.

### Polémicas en aniversario de su muerte
En 2011, el gobierno de Francia le iba a rendir un homenaje, pero fue cancelado ante la fuerte presión de grupos sociales debido a sus opiniones antisemitas.

## Análisis literario

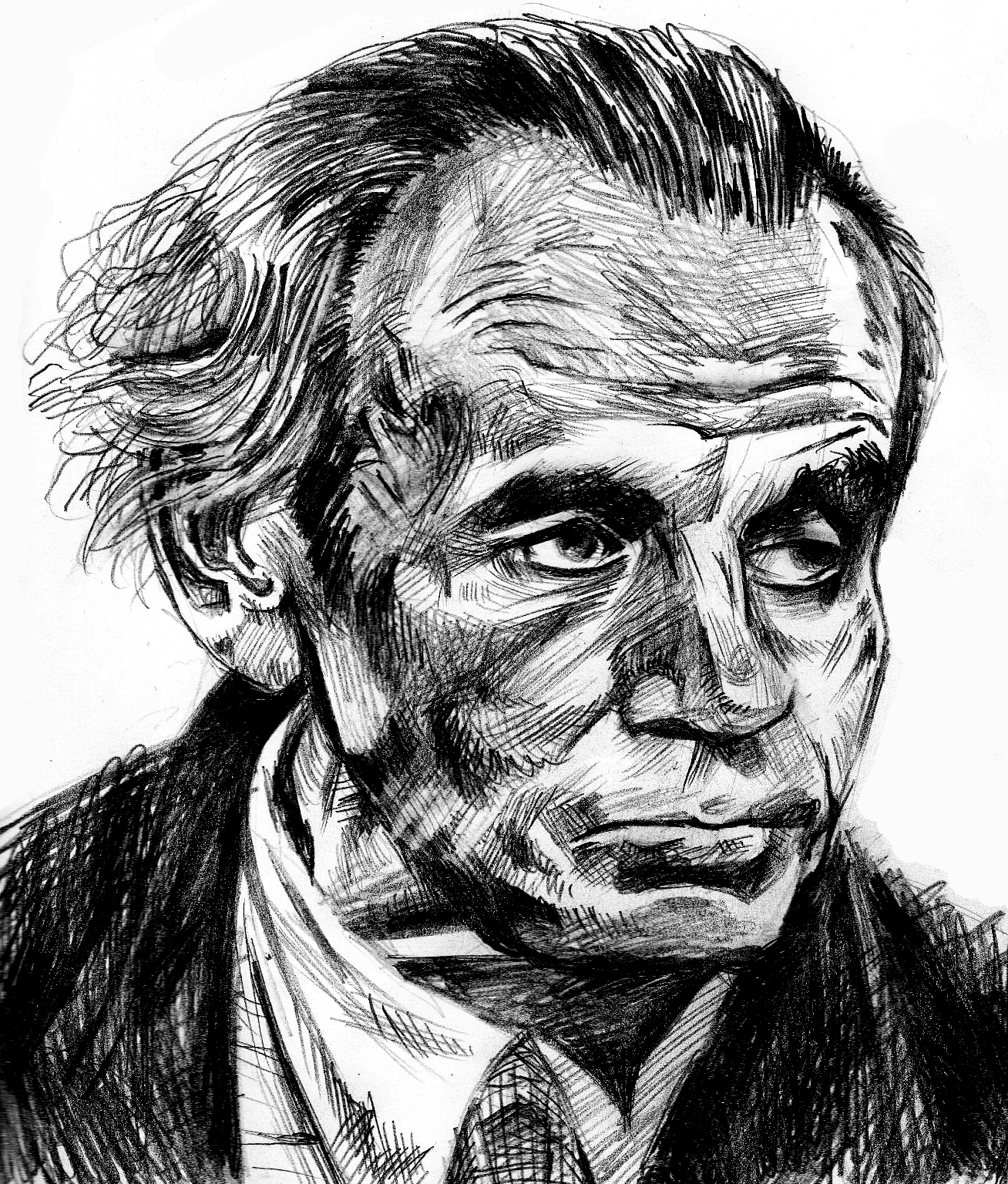
Retrato de Céline.

Su obra más famosa es Viaje al fin de la noche (Voyage au bout de la nuit), una narración de rasgos autobiográficos publicada en 1932. Su protagonista, Ferdinand Bardamu, enrolado en un momento de estupidez en el ejército francés y asqueado en las trincheras de la Primera Guerra Mundial, decide desertar haciéndose pasar por loco, no sin presentar toda suerte de personajes pintorescos, y el absurdo y la brutalidad de la guerra. Tras esta y un noviazgo con una estadounidense, Lola, va a parar a un barco —en el que los demás pasajeros lo quieren linchar—, rumbo a una colonia francesa en África. Su descripción del sistema colonial francés es hilarante y sumamente crítica: dice, más o menos, que las colonias francesas son el paraíso de los pederastas y que todo se funda en la explotación del negro (idea que recuerda El corazón de las tinieblas, de Joseph Conrad). Unas fiebres acaban con esa aventura y llega en un estado cercano a la esclavitud a Estados Unidos. Escapa en Nueva York, donde vive por un tiempo y se reencuentra con Lola, a quien extorsiona. Vuelve a viajar, esta vez a Detroit, donde traba amistad con una prostituta norteamericana, pero vuelve a París y ejerce la medicina a pesar del asco que le da su clientela.
La aparición de Viaje al fin de la noche fue una innovación literaria sin igual. El lenguaje oral, grosero y muy jergal, escandalizó a los contemporáneos y fue mucho más lejos que escritores que intentaron, antes de Céline, escribir usando este registro, como Émile Zola. Su prosa, como su forma de abordar los temas, y los temas en sí mismos, es extremadamente violenta, amarga y quebradiza. Su ritmo es salvaje, acelerado —y en él reposa gran parte del mérito literario del autor—. Su lenguaje es vivo, libre de todo tipo de formalidades, para escribir del modo más expresivo posible.
Céline evidencia una visión del mundo y sus habitantes descarnada y mordaz. Defensor de presentar la miseria sin adornos que la conviertan en una parodia, considera que mostrar la naturaleza humana sin máscaras es un acto de sinceridad. «En Céline la opción en pro de una escritura agresiva, el gusto por las bromas —más exactamente, ocurrencias— y la provocación se apoyan en este caso en una conciencia permanente en su valor como escritor».
De estilo vivísimo, a veces intraducible a causa de su propensión a imitar el lenguaje oral, influyó profundamente en las generaciones posteriores. Autores como Charles Bukowski, Jean-Paul Sartre, Henry Miller, William S. Burroughs, Kurt Vonnegut, Billy Childish, Irvine Welsh y el contemporáneo Alessandro Baricco lo reconocen como una profunda influencia en sus obra.

## Homenajes
En 2013 un grupo de escritores españoles, coordinados por Vicente Muñoz Álvarez y Julio César Álvarez, publicaron un libro en homenaje a Céline titulado El descrédito, viajes narrativos en torno a Louis-Ferdinand Céline, con textos en los que se recreaba su obra y su personalidad desde un punto de vista narrativo.

## Obra

### Narrativa
- Viaje al fin de la noche (1932), novela
- Muerte a crédito (1936), novela
- Guignol's Band (1943), novela
- Casse-pipe (1952), novela
- Fantasía para otra ocasión (1952), novela
- Fantasía para otra ocasión II — Normance (1954), novela
- Conversaciones con el profesor Y (1955)
- De un castillo a otro (1957), novela
- Norte (1960), novela
- Puente de Londres: Guignol's band II (1964), novela
- Rigodón (1969), novela, obra póstuma
- .Guerra (2022), en la editorial Anagrama, novela, obra póstuma.
- Londres (2023), novela, obra póstuma

### Obra no narrativa
- La iglesia, drama escrito hacia 1930
- Homenaje a Zola (1933), discurso
- Mea culpa (1936), panfletos antisoviéticos
- Bagatelas para una masacre (1938), panfleto antisemita
- La escuela de los cadáveres (1938), panfleto antisemita
- Semmelweiss (1936), ensayo novelado
- Ballet sin música, sin nadie, sin nada

### Correspondencia
- 1979: Cahiers Céline 5: Lettres à des amies. Ed. Gallimard
- 1979: Pierre Monnier: Ferdinand furieux, (313 cartas inéditas). Lettera, L'Age D'Homme
- 1981: Cahiers Céline 6: Lettres à Albert Paraz 1947–1957. Ed. Gallimard
- 1984: Lettres à son avocat: 118 lettres inédites à Maître Albert Naud. París: La Flûte de Pan
- 1985: Lettres à Tixier: 44 lettres inédites à Maître Tixier-Vignancour. París: La Flûte de Pan
- 1987: Lettres à Joseph Garcin (1929–1938). París: Librairie Monnier
- 1988: Lettres à Charles Deshayes, 1947–1951. París: Bibliothèque de Littérature Française Contemporaine
- 1989: Le questionnaire Sandfort, précédé de neuf lettres inédites à J.A. Sandfort. París: Librairie Monnier
- 1991: Lettres à la NRF 1931–1961. París: Gallimard
- 1991: Lettres à Marie Bell. Aigre: Du Lérot
- 1991: Céline et les éditions Denoël, 1932–1948. París: IMEC
- 1995: Lettres à Marie Canavaggia, 1: 1936–1947. Tusson: Du Lérot
- 1995: Lettres à Marie Canavaggia, 2: 1948–1960. Tusson: Du Lérot
- 1998: Lettres de prison à Lucette Destouches et à Maître Mikkelsen (1945–1947). París: Gallimard
- 1999: Milton Hindus: L-F Céline tel que je l'ai vu, L'Herne
- 2002: Lettres à Antonio Zuloaga (1947–1954), texto elaborado, presentado y anotado por Eric Mazet, prefacio de Philippe Sollers, La Sirène, París, 2002 (imprimerie Du Lérot, Tusson)

### Sobre la obra de Céline
- BÉRTOLO, Constantino, Prólogo introductorio a Muerte a crédito, editorial De Bolsillo, 2007
- CÉLINE SECRETO, Lucette Destouches / Véronique Robert, editorial Veintisiete Letras, 2009. Traducción de José María Solé Mariño, 978-84-936358-9-3
- EL ARTE DE CÉLINE Y SU TIEMPO, Michel Bounan, traducción del francés de Diego Luis Sanromán, Pepitas de calabaza, 2012, ISBN 978-84-939437-6-9
- (en francés) CÉLINE EN CHEMISE BRUNE OU LE MAL DU PRÉSENT, Hanns-Erich Kaminski, Les Nouvelles Éditions Excelsior, 1938.
- (en francés) CÉLINE SEUL, Stéphane Zagdanski, Gallimard, 1993.